# Edifício Itatiaia
Fachada frontal do Edifício Itatiaia, vista a partir da Praça Carlos Gomes.
O Edifício Itatiaia é um edifício projetado pelo arquiteto Oscar Niemeyer no Centro da cidade de Campinas, construído entre 1953 e 1957, exemplar típico da arquitetura moderna de meados do século XX. Primeiro edifício vertical de uso exclusivamente residencial no Centro de Campinas até o início da década de 1960, é o único prédio na cidade que atende à maioria dos princípios modernistas postulados pelo arquiteto franco-suíço Le Corbusier: apesar de as demais construções posteriores nesse estilo apresentarem um efeito plástico semelhante, estas outras atenderam apenas de forma incidental ou parcial os elementos modernistas, seguindo também os padrões tradicionais, fora da linguagem moderna.
A fachada frontal do prédio tem vista para a Rua Irmã Serafina, e seus fundos - a parte ondulada - têm vista para a estreita Rua Coronel Rodovalho. Em abril de 2011, o Conselho de Defesa do Patrimônio Cultural de Campinas tornou-o um bem tombado, considerando-o parte cultural e social do município, sendo o único projeto do arquiteto concluído na cidade.

## História
A ideia da construção do Edifício Itatiaia partiu dos empresários Ralpho Fonseca Ribeiro e Ruy Hellmeister Novaes, que posteriormente veio a ser prefeito de Campinas em dois mandatos (1956-1959 e 1964-1969). Em 1951, estes empresários solicitaram um estudo sobre a construção de um bloco de 15 pavimentos sobre pilotis. A esse projeto inicial não se pôde dar continuidade, pois o então arquiteto responsável, um francês conhecido como Charles Victor, não possuía a licença profissional.
Devido a isso, um novo projeto é elaborado, agora sendo idealizado por Oscar Niemeyer. Em 1952, Niemeyer chama o engenheiro Werner Müller para fazer os cálculos estruturais, ainda que nos documentos entregues à prefeitura conste o nome do engenheiro Yasuo Yamamoto (que trabalhava no escritório-satélite que Niemeyer manteve em São Paulo durante a década de 1950). O lançamento do projeto se deu pela construtora Ribeiro Novaes para o público com pompa em 23 de novembro de 1952 pelo jornal Correio Popular: "Orgulhosamente, apresentamos o primeiro projeto de Oscar Niemeyer para uma cidade do interior paulista: Edifício Itatiaia, ponto alto da arquitetura campineira". O projeto foi protocolado na prefeitura de Campinas em 2 de dezembro de 1952, sob o número 25 602 e o habite-se, emitido em 11 de fevereiro de 1957.

## Características
Situado na Rua Irmã Serafina, 919, ocupa um terreno com 1 569,80 m² em formato trapezoidal, com a frente reta e a traseira ondulada, guardando semelhança nesta última com outro projeto feito pelo arquiteto nessa época: o Edifício Copan, em São Paulo. No total, são 11 153,42 m² de área construída, guardando 8 metros de recuo no lado frontal (Rua Irmã Serafina) e 15 metros de recuo no lado posterior (Rua Coronel Rodovalho). Dessa forma, Oscar Niemeyer procurou equilibrar em importância as duas faces do edifício.
O Itatiaia, em torre única, possui 15 andares e 60 apartamentos. É um edifício com características próprias e praticamente únicas na cidade: pé-direito de 3 metros, uso extensivo de brises dos dois lados do edifício, sendo que inicialmente o projeto encaminhado para aprovação no poder público municipal apresentava terraços em cada apartamento, algo que antes da execução foi substituído pela solução única na fachada. O prédio possui quatro apartamentos por andar, que conforme a posição têm planta, metragem e características próprias: dois apartamentos possuem três dormitórios, com 163,16 m² e 128,9 m² e os outros dois apartamentos têm dois dormitórios, com 107,02 m² e 89,65 m², respectivamente: todos com acessos sociais e de serviço independentes. As fachadas, por sua vez, apresentam a mesma solução: esquadrias e vidros em três alturas, tanto nas salas de estar/jantar, quanto nos banheiros (somente nos apartamentos de dois dormitórios: os outros possuem os banheiros fora das fachadas principais), quanto nos dormitórios (com exceção de um dos três dormitórios do apartamento maior, cuja janela é convencional e também se situa fora da fachada principal). No térreo, há 47 vagas para os 60 apartamentos, que abrigam mais de 100 moradores.
A estrutura do Itatiaia também é única em Campinas: foram usadas lajes do tipo caixão-perdido — com mesas superiores e inferiores e a presença de um material inerte entre as duas, eliminando a presença de vigas — em todos os 15 pavimentos, sendo que a laje de pavimento do primeiro andar funciona como laje de transição, conduzindo as cargas dos pavimentos superiores para os pilotis do térreo, solução típica da arquitetura moderna.

## Concepção urbanística

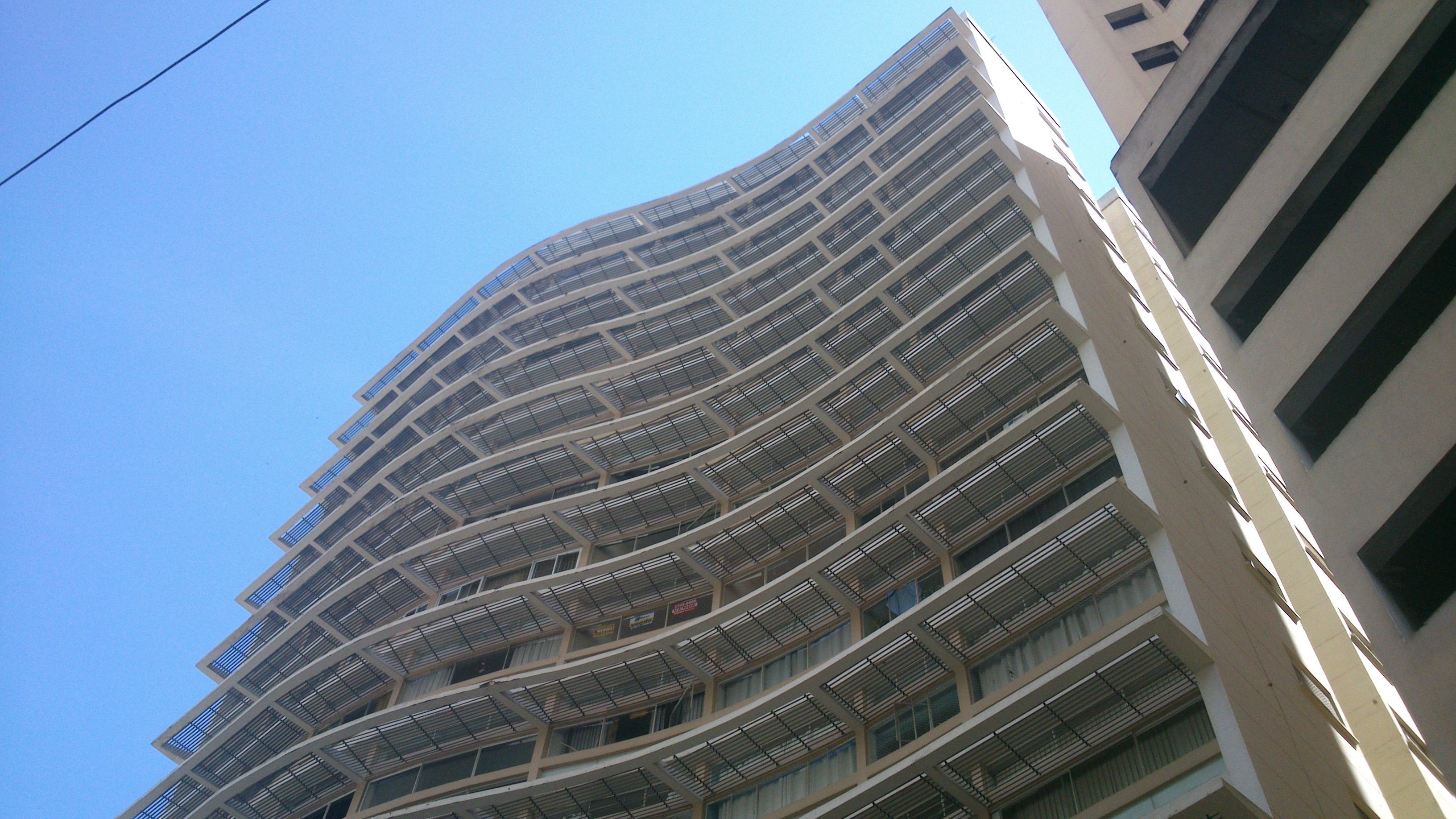
Fachada posterior do Edifício Itatiaia, vista da Rua Coronel Rodovalho

Originalmente, o Edifício Itatiaia possuía uma concepção urbanística que foi desconfigurada com o passar do tempo: não havia muros ou grades em torno do prédio, o acesso era livre entre a Rua Irmã Serafina (frente) e a Rua Coronel Rodovalho (traseira), integrando o espaço público ao particular, através do uso de pilotis em "V" no andar térreo. O aumento da insegurança urbana nas décadas seguintes às da construção causou a retirada dessa característica típica da arquitetura moderna e niemeyeriana, ainda presente em outras obras modernas criadas com o mesmo conceito no Brasil, tais como o Edifício Gustavo Capanema, no Rio de Janeiro ou os edifícios das superquadras do Plano Piloto de Brasília.
O Itatiaia também é um dos poucos edifícios em Campinas que buscou cumprir em seu projeto a maioria dos Cinco pontos da Nova Arquitetura, preconizados pelo arquiteto franco-suíço Le Corbusier em 1927ː a planta livre, uma estrutura independente que permite a livre locação das paredes, livradas da função estrutural; a fachada livre, que decorre da independência da estrutura, fazendo com que a fachada seja projetada sem impedimentos; os pilotis, pilares que elevam o prédio, permitindo a livre circulação sob o mesmo, e as janelas em fita, que possibilitadas pela fachada livre, permitem uma relação desimpedida com a paisagem. O único ponto preconizado por Le Corbusier que não se faz presente no Itatiaia é o terraço-jardim, que "recupera" o solo ocupado pelo prédio, "transferindo-o" para cima da obra: no caso do Itatiaia, a solução foi tradicional - o edifício é coberto por telhados.
A ondulação da parte traseira foi executada seguindo em suma dois princípios: a união do modelo barroco ao modernismo, muito presente na obra niemeyeriana; e a proteger os apartamentos dos fundos contra os raios solares vespertinos, formando uma espécie de "quebra-sol", juntamente com a utilização dos brises. Todavia, esta função deixou de ser completamente essencial, em função da construção posterior de mais prédios ao redor que reduziram a exposição direta ao sol.

## Tombamento
O processo de tombamento iniciou-se em 2010, com o processo 003/10, tendo o edifício passado à condição de bem tombado no nível municipal pelo CONDEPACC (Conselho de Defesa do Patrimônio Cultural de Campinas) através da Resolução 117, de 28 de abril de 2011. Na estrutura, o tombamento se refere às fachadas (revestimento externo, esquadrias metálicas e vidros), aos brises e aos pilotis e no térreo, ao forro e às esquadrias da recepção, às luminárias, aos pisos, revestimentos, metais e lambris originais, além das portas e dos puxadores em metal dos elevadores. O bem tombado consiste no imóvel em si e a área envoltória está delimitada pelo lote.

## Etimologia e contexto
"Itatiaia" é um termo tupi que significa "pedra pontuda", através da junção dos termos itá ("pedra") e atîaîa ("pontudo"). No contexto da década de 1950 era comum dar nomes nativos aos edifícios, algo que estava de acordo com o espírito nacionalista da época.

## Galeria

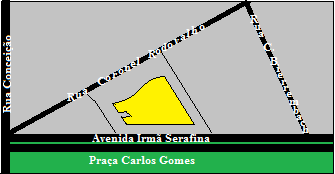
Implantação do Edifício Itatiaia no quarteirão. Desenho meramente ilustrativo, fora de escala.
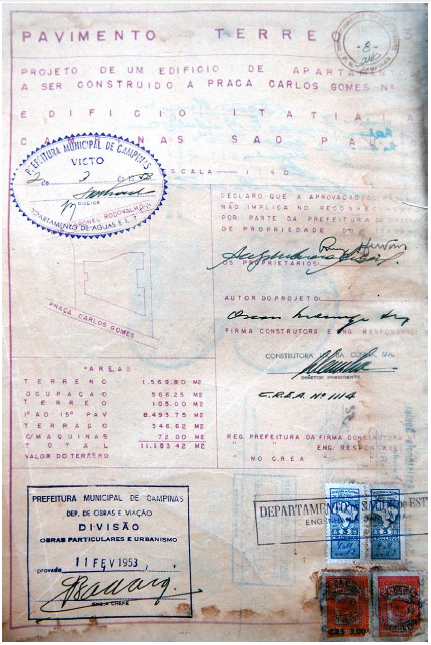
Projeto do pavimento térreo do Edifício Itatiaia com assinatura do arquiteto e aprovação da prefeitura municipal.
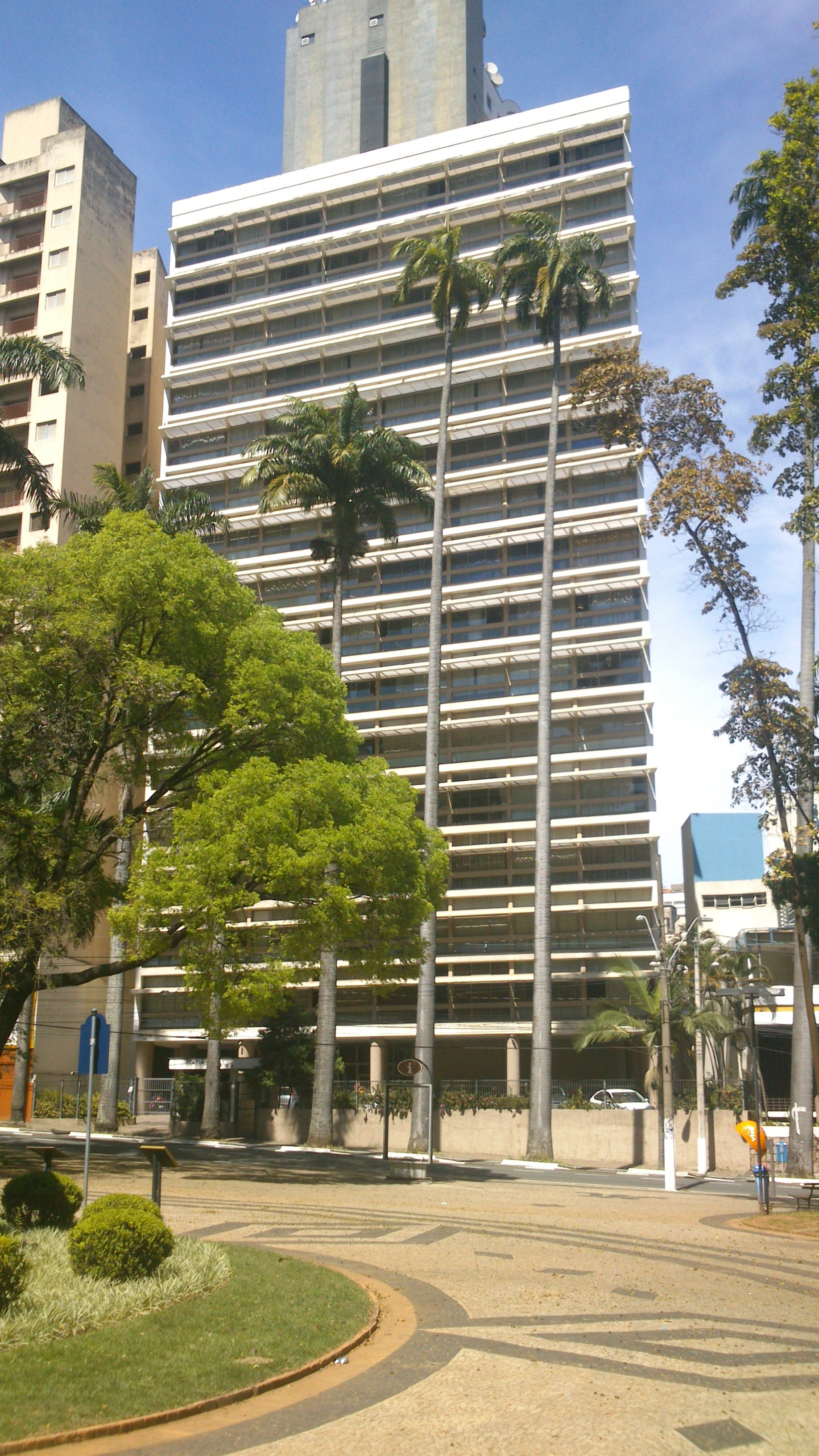
Fachada frontal, vista a partir da Praça Carlos Gomes.
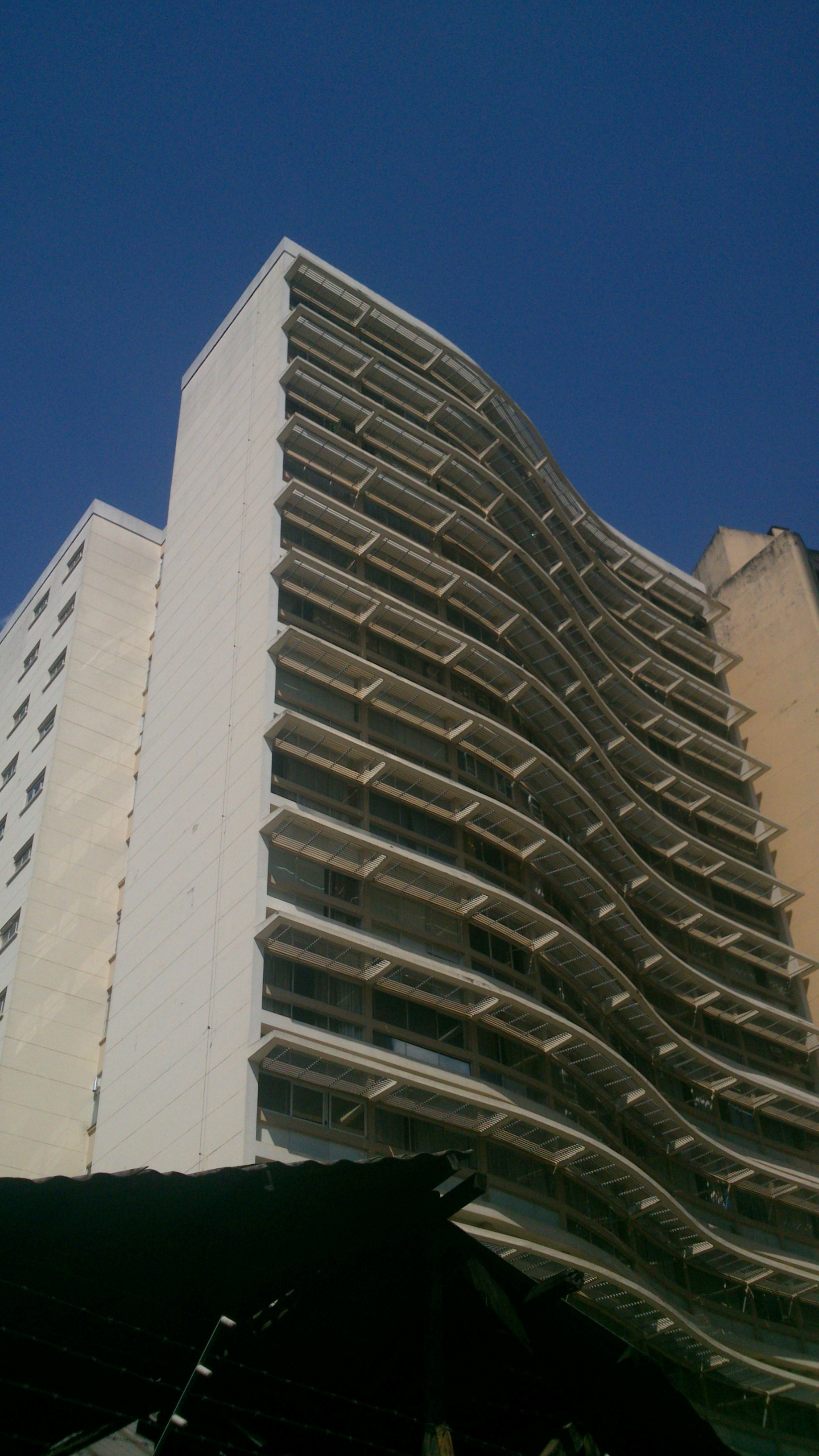
Fachada posterior, vista a partir da Rua Coronel Rodovalho.
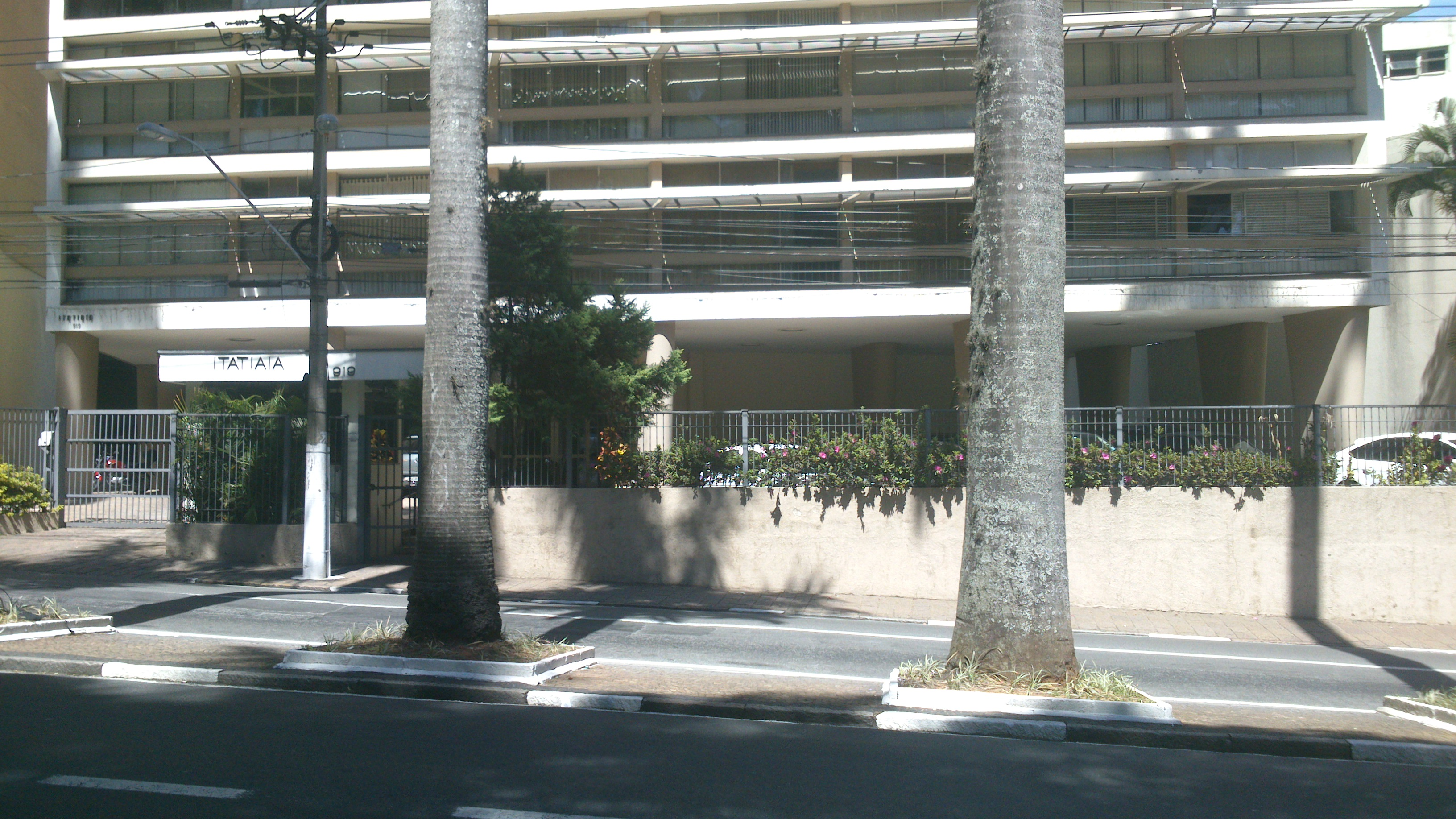
Entrada do edifício.
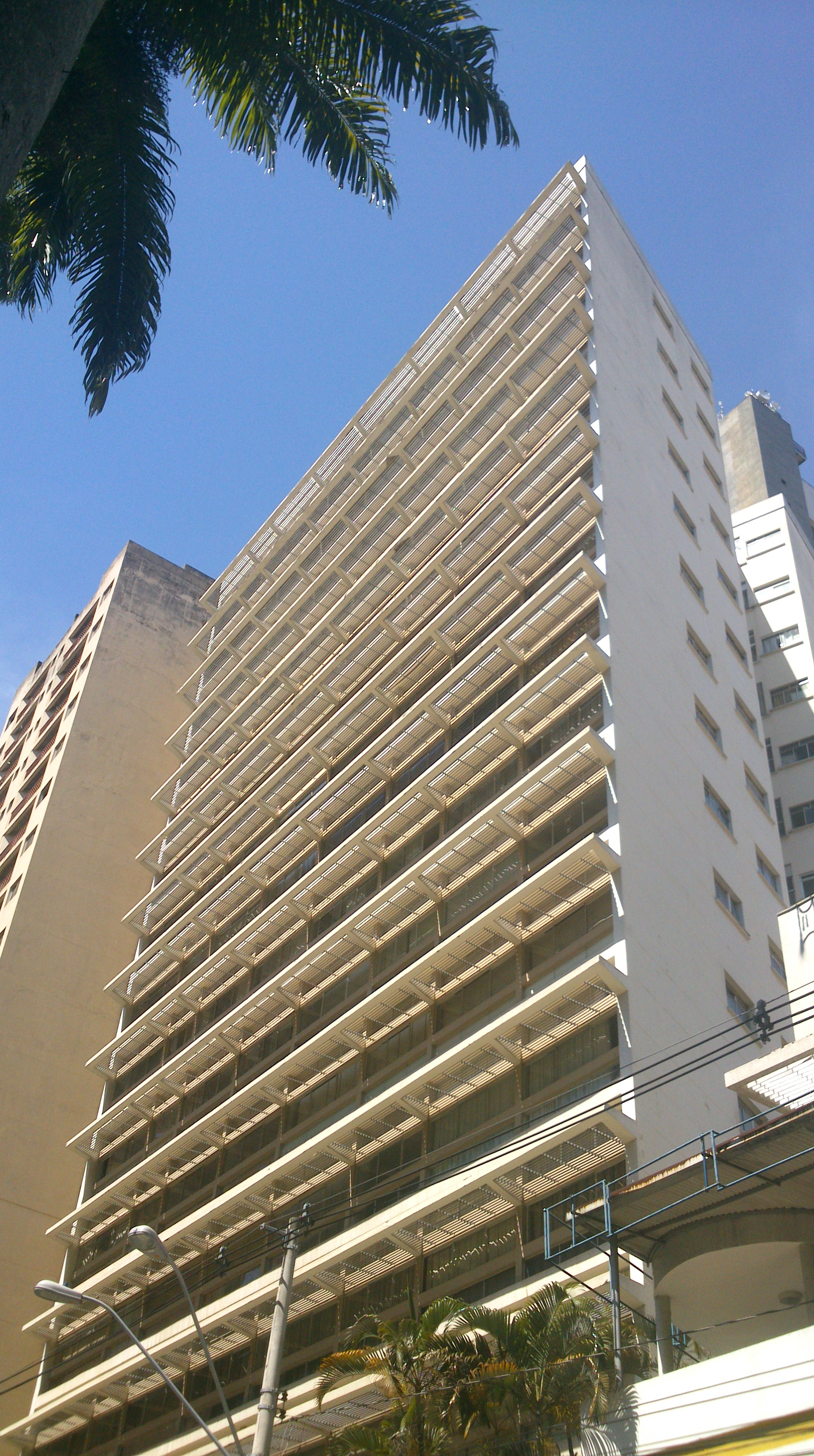
Vista da frente e da lateral, a partir da Rua Irmã Serafina.
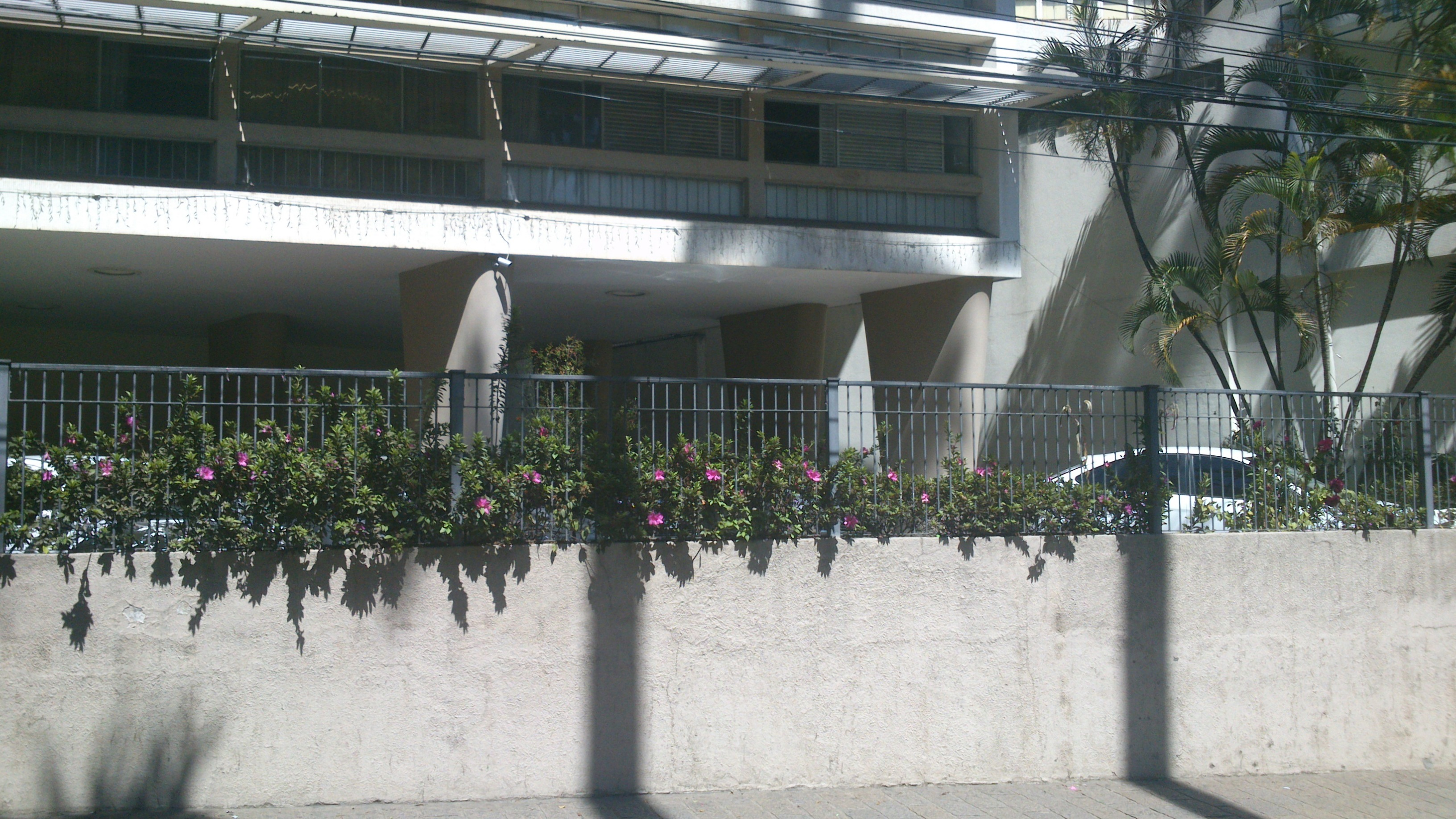
Detalhe dos pilotis em V no térreo.
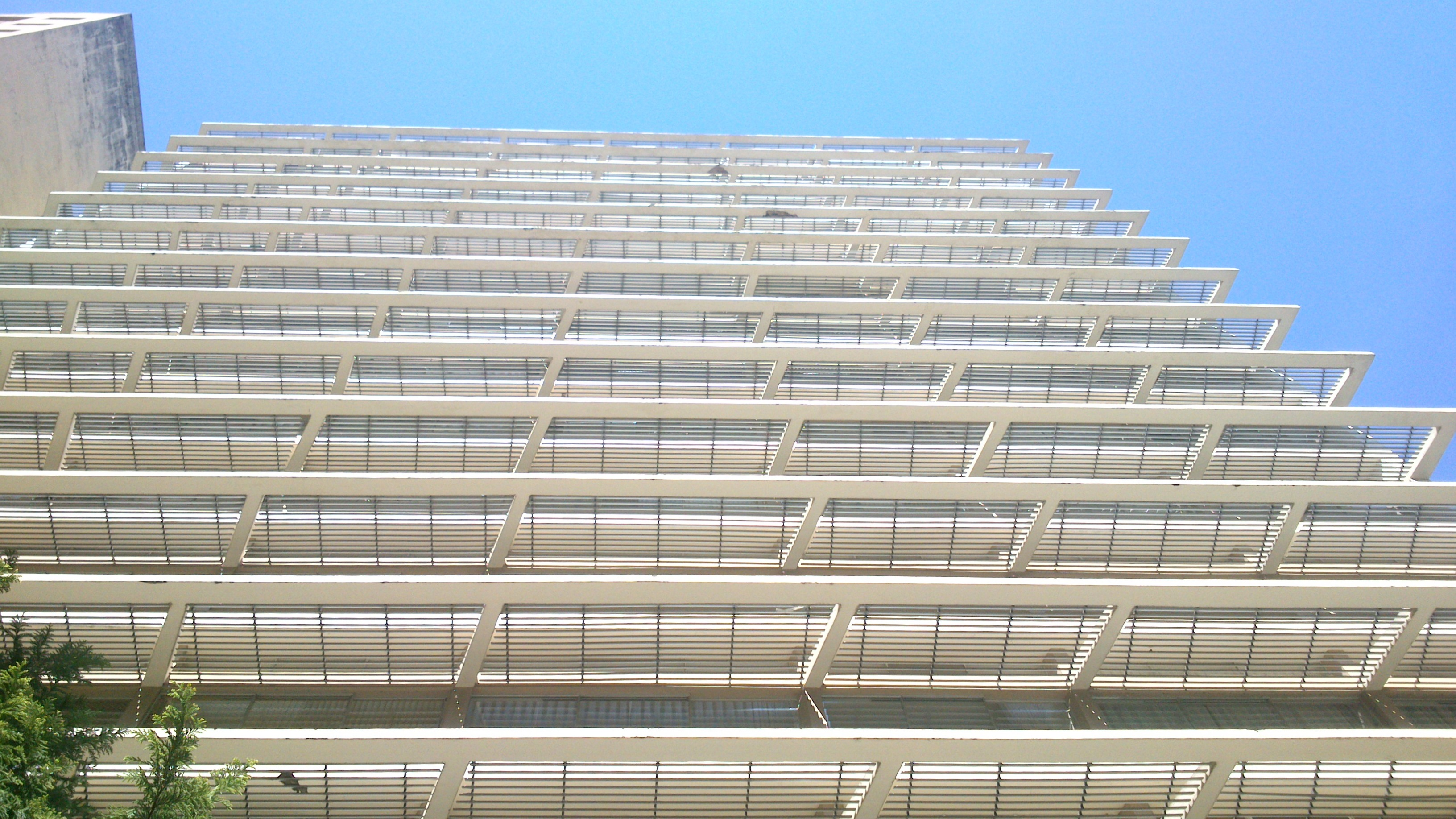
Brises da fachada frontal (retas) - Rua Irmã Serafina.
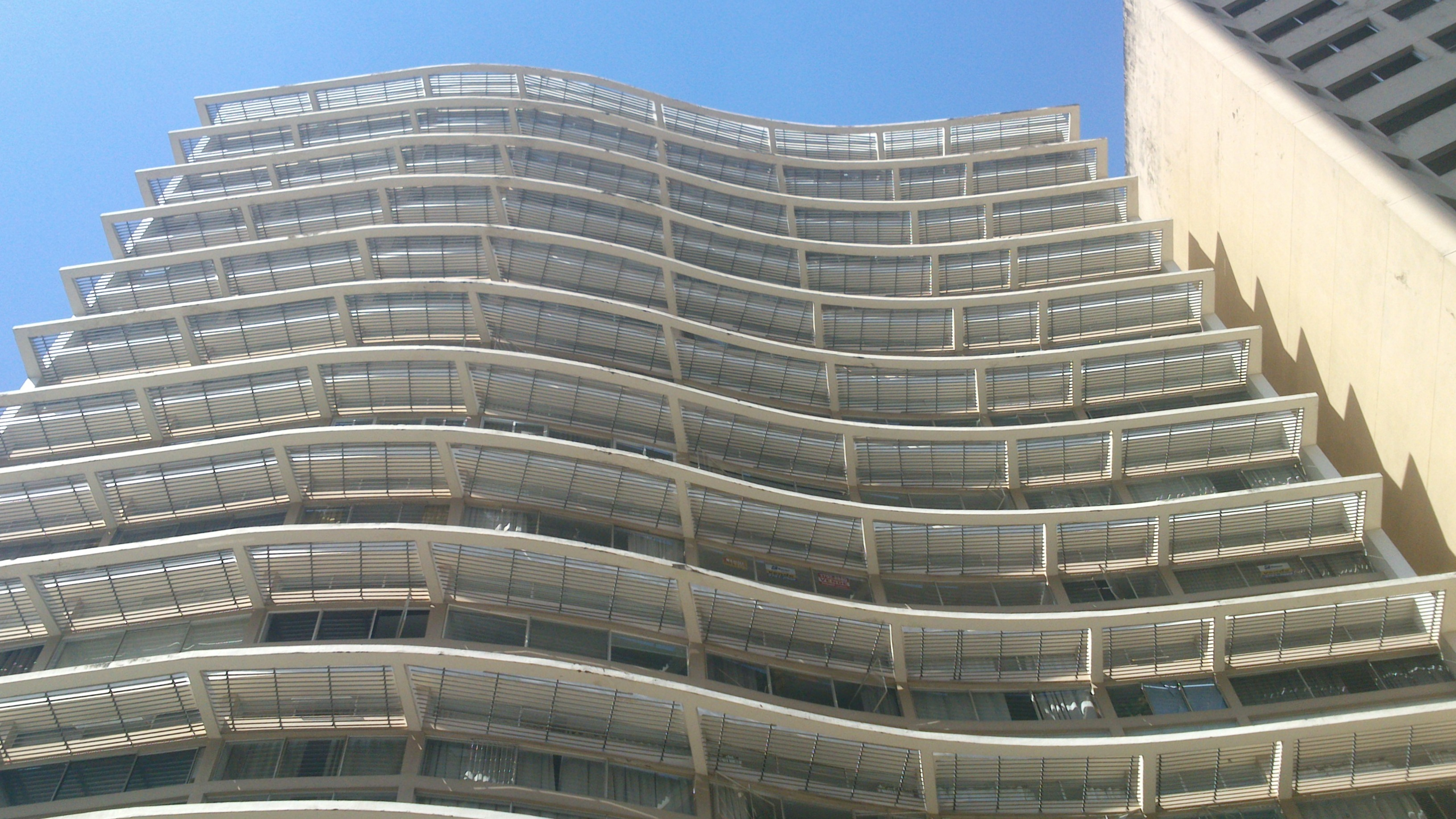
Brises da fachada posterior (onduladas) - Rua Coronel Rodovalho.
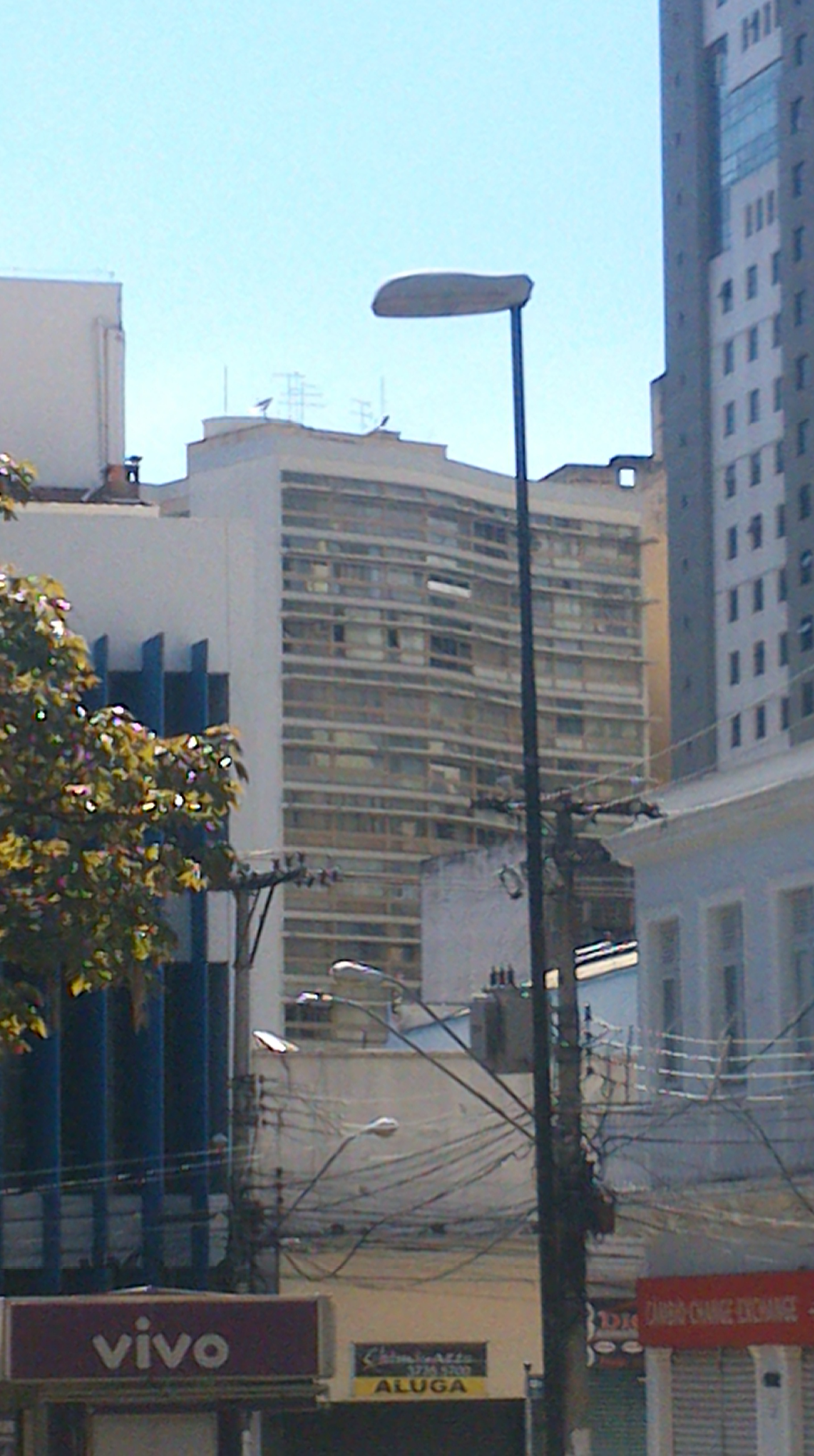
Fachada posterior vista à distância, do Largo do Rosário.
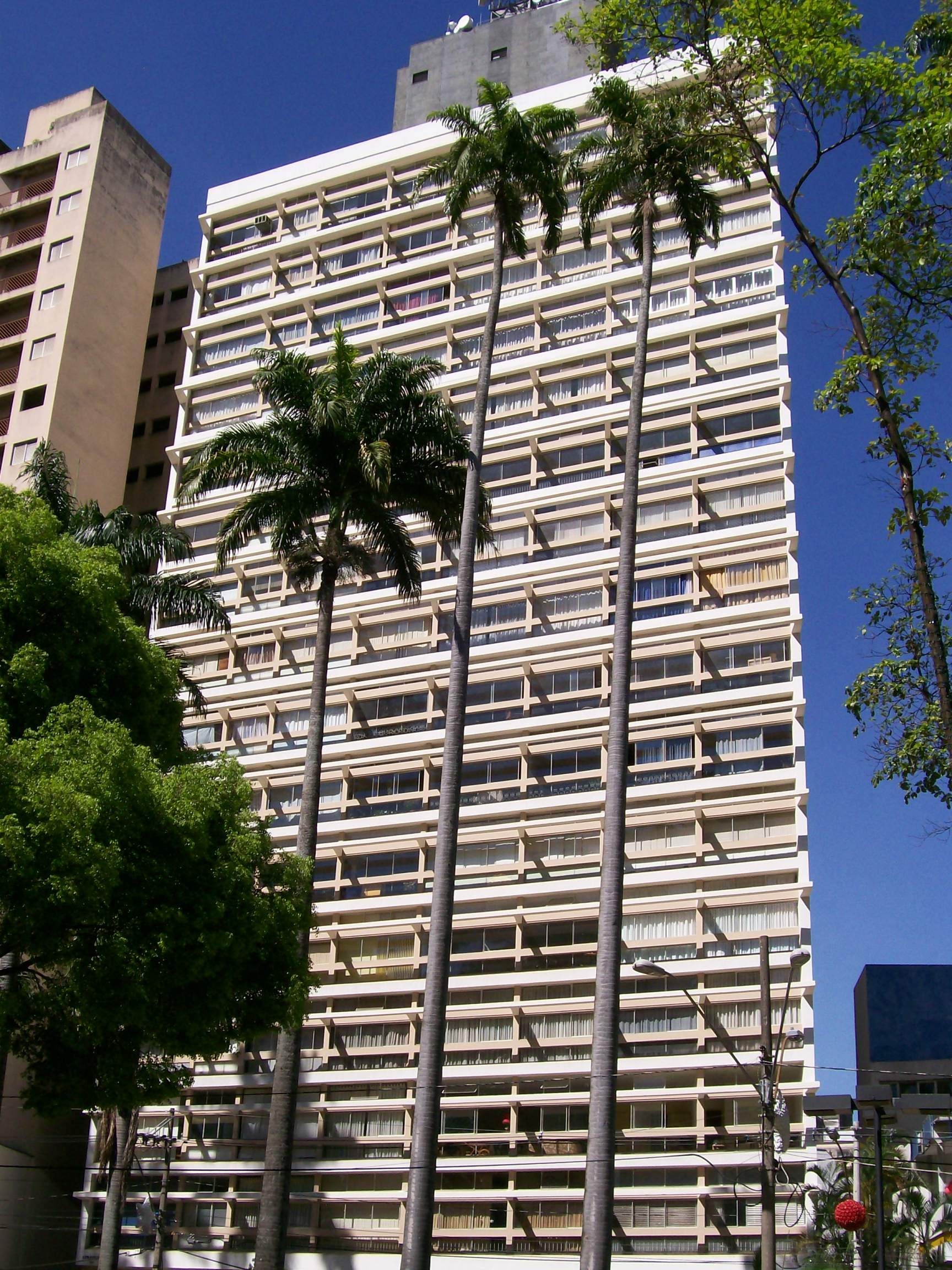
Fachada frontal em 2009, durante reforma e sem as brises.
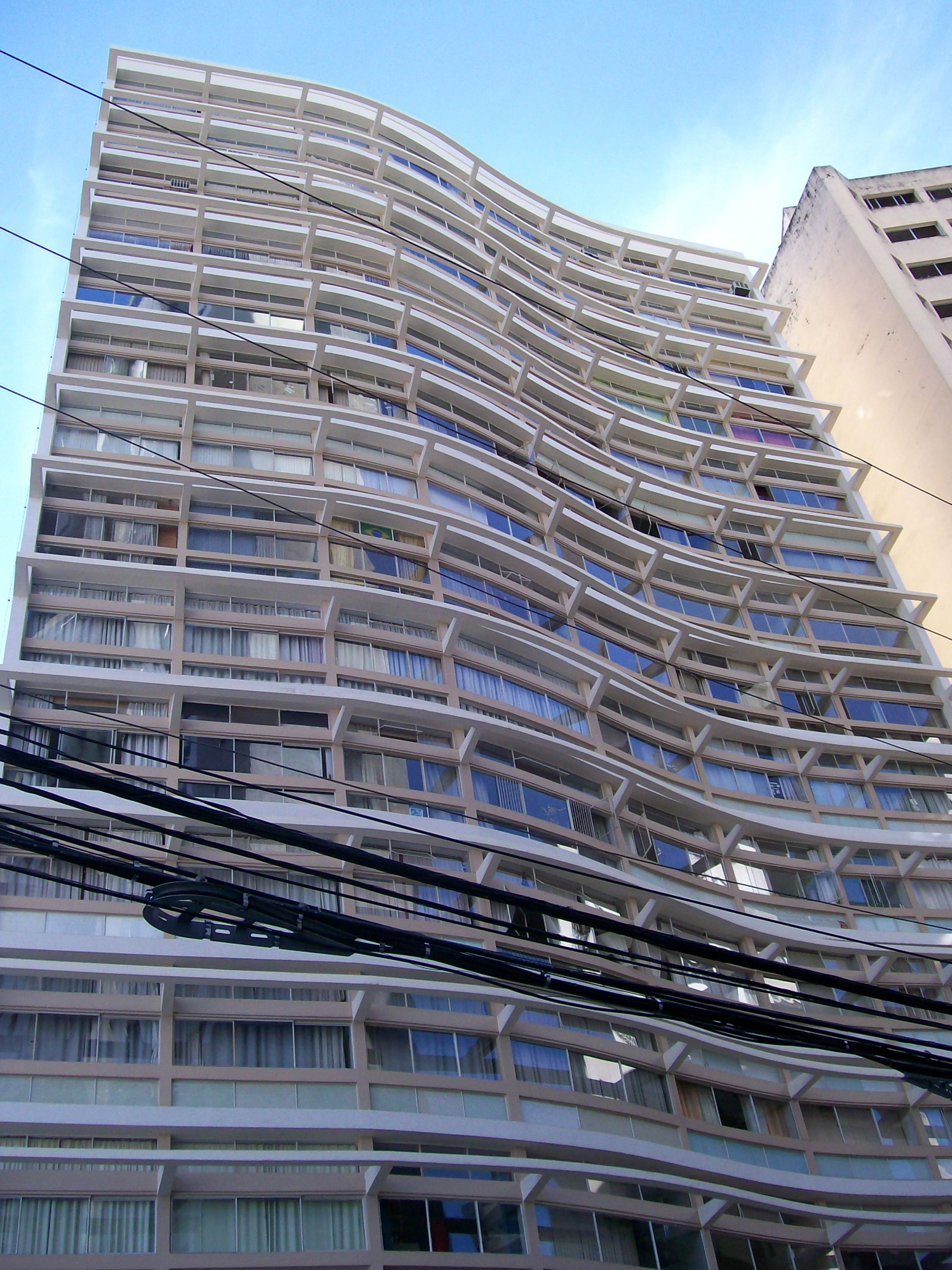
Fachada posterior em 2009, durante reforma.